# Attilio Cevidalli
Attilio Cevidalli (Reggio Emilia, 31 luglio 1877 – Bologna, 18 giugno 1926) è stato un medico legale italiano.

## Biografia
Figlio di Simone Cevidalli e Giuseppina Mortara, una volta terminati gli studi liceali, si iscrisse alla Facoltà di medicina e chirurgia dell'Università di Modena, interessandosi in modo particolare di anatomia umana normale, di anatomia comparata e di anatomia patologica, quest'ultima sotto la guida di Tito Carbone. Laureatosi nel 1901, proseguì gli studi in biologia e nel 1903 ottenne la laurea in scienze naturali; successivamente si concentrò nello studio della medicina legale e si formò alla scuola fiorentina diretta da Lorenzo Borri, di cui fu prima assistente e poi aiuto.
Sposatosi con Ada Gentili, proprietaria di alcune filande a Cozzuolo, dal 1905 fino al 1912 Cevidalli fu professore incaricato di medicina legale nelle Università di Urbino, Macerata e Modena. Dal 1912 fu direttore di cattedra all'Università di Cagliari e il 5 giugno 1914 nacque a Cagliari il primogenito Bruno, che negli anni della seconda guerra mondiale si segnalò per una intensa attività antifascista. Nel 1914 Cevidalli fu designato professore straordinario all'Università di Parma, nel 1915 nacque a Parma la secondogenita Anita che, dopo essere scappata in seguito all'emanazione delle leggi razziali fasciste, insegnò lingua italiana in alcune università brasiliane. Nel 1916 Cevidalli fu nominato professore ordinario a Parma e svolse un breve periodo di attività didattica all'Università Castrense di San Giorgio di Nogaro; nel 1919 approdò all'Università di Padova, dove insegnò fino alla morte. Nello stesso anno nacque a Padova il suo terzogenito Guido, che nel secondo dopoguerra fu professore all'Università Ebraica di Gerusalemme.

## Attività scientifica
Sulla scia del suo maestro Borri, Cevidalli fu in grado di operare la sintesi tra cultura e metodologia medico-biologiche e mentalità giuridica e sociale. Tra le sue tante ricerche, sono di notevole importanza quelle sulle pliche palmari e sulle creste cutanee, che descrisse nel Saggio antropologico sulla mano del 1908-1909; i risultati dei propri studi furono visti subito di notevole interesse per la possibilità di essere utilizzati per l'identificazione personale.
Inoltre, si dedicò all'ematologia, pubblicando lavori sull'emina e sull'emocromogeno, sulle emoprecipitine, sulle emorragie sottoendocardiche; nel 1911 presentò lo Studio sugli elementi figurati del sangue in rapporto alla medicina forense. Studioso delle alterazioni post mortem, fu autore di ricerche sulla docimasia polmonare, sulle alterazioni cadaveriche del pancreas, sulle capsule surrenali, che aprì la strada alle indagini su alcune reazioni dell'adrenalina, sul comportamento dei surreni negli avvelenamenti sperimentali degli animali e in quelli degli esseri umani, e l'introduzione nella pratica autoptica della docimasia surrenale per la diagnosi differenziale tra morte improvvisa e morte lenta.
Si interessò alla tossicologia, grazie a degli studi sulle intossicazioni da fosforo e da acido cianidrico, e con un lungo lavoro sugli aggressivi chimici svolto durante la prima guerra mondiale; nel 1923 fu autore della pubblicazione I veleni quali fattori di malattia. Condusse delle indagini sugli effetti dannosi del lavoro monotono e sull'ipnotismo e l'interdizione; fu un precursore nell'eugenetica, proponendo i certificati prematrimoniali.

## Opere
- Attilio Cevidalli, L'ipnotismo dal lato medico legale, Milano, Società Editrice Libraria, 1909.
- Attilio Cevidalli, Asfissie e gas asfissianti, Bologna, Zanichelli, 1915.
- Attilio Cevidalli, Lorenzo Borri e Francesco Leoncini, Compendio di medicina legale, Milano, 1919.
- Attilio Cevidalli, I veleni quali fattori di malattia, Torino, UTET, 1923.